# ناحیه عین ماضی
ناحیه عین ماضی (به عربی: دائرة عین ماضی) یک ناحیه در الجزایر است که در استان الاغواط واقع شده‌است. ناحیه عین ماضی ۷٬۸۲۰ کیلومتر مربع مساحت و ۴۱٬۶۷۶ نفر جمعیت دارد.